# Don-Inseln
Die Don-Inseln, englisch Don Islands, auch Doong-Inseln genannt, sind eine kleine philippinische Inselgruppe im Zentrum der Visayas in der Visayassee.

## Geographie
Die aus fünf Inseln bestehende Gruppe liegt etwa 6 km südwestlich von Bantayan. Zu den Don-Inseln gehören Botiquis, Doong, Lipayran, Mambacayao und Yao.

## Verwaltung
Die Don-Inseln gehören zur philippinischen Provinz Cebu.